# شهرستان برکوویتسا
شهرستان برکوویتسا (به بلغاری: Berkovitsa Municipality) یک شهرستان در بلغارستان است که در استان مونتانا واقع شده‌است. شهرستان برکوویتسا ۴۷۰ کیلومتر مربع مساحت و ۱۸٬۵۰۳ نفر جمعیت دارد.